# (5) Astraea
(5) Astraea – piąta w kolejności odkrycia planetoida z pasa planetoid pomiędzy orbitami Marsa i Jowisza.

## Odkrycie i nazwa
Planetoida została odkryta przez pruskiego astronoma amatora Karla Ludwiga Henckego w dniu 8 grudnia 1845 roku w Drezdenku. Była to pierwsza odkryta po 38 latach przerwy planetoida. Później nastąpił prawdziwy „wysyp” odkryć kolejnych podobnych obiektów. Król pruski – w uznaniu zasług – nagrodził odkrywcę Astraei roczną pensją w wysokości 1200 marek.
Nazwa planetoidy pochodzi od imienia Astrei (Astraei), córki Zeusa i bogini sprawiedliwości Temidy.

## Orbita
Orbita planetoidy (5) Astraea nachylona jest pod kątem 5,36° do ekliptyki, a jej mimośród wynosi 0,19. Ciało to okrąża Słońce w średniej odległości 2,58 j.a, na co potrzebuje 4 lat i 49 dni.

## Właściwości fizyczne
Jest to ciało, którego wielkość wynosi 167×123×82 km, jest więc to obiekt o nieregularnym kształcie, odbijający stosunkowo dużo światła słonecznego – albedo(5) Astraei wynosi około 0,27, jej absolutna wielkość gwiazdowa sięga natomiast 6,99m. Na podstawie badań przeprowadzonych przez satelitę IRAS okres obrotu tego ciała określono na 16 godzin i 48 minut, oś obrotu nachylona jest do płaszczyzny orbity planetoidy pod kątem 33°. Astraea składa się w dużej części z kompozytów żelazowo-niklowych z domieszkami magnezu i krzemu.